# بني مقبل (بركين)
بني مقبل هي إحدى مشيخات المملكة المغربية، تتبع جغرافيا لإقليم جرسيف وإداريًا لبركين. يقدر عدد سكانها بـ 2890 نسمة حسب الإحصاء الرسمي للسكان والسكنى لسنة 2004.